# Тіссайд (аеропорт)
Аеропорт Дарем Долина Тиса (англ. Durham Tees Valley Airport, (IATA: MME, ICAO: EGNV)) — аеропорт у північно-східній Англії, за 10 км від Дарлінгтон та за 16 км NW від Мідлсбро, за 39 км S від Дарему. Аеропорт обслуговує графство Дарем, Дарлінгтон, округ Стоктон-на-Тисі, Мідлсбро, Редкар і Клівленд, Гартлепул, а також частина Північного Йоркшира.

## Авіалінії та напрямки
| Авіакомпанія | Пункт призначення                   |
| ------------ | ----------------------------------- |
| BH Air       | Сезонний: Бургас (з 18 травня 2019) |
| Flybe        | Абердин Сезонний: Джерсі            |
| KLM          | Амстердам                           |